# Rodoljub Roki Vulović
Rodoljub "Roki" Vulović (Bijeljina, 1 de maio de 1955) é um cantor sérvio bósnio. Ele também foi professor e diretor da escola politécnica de Bijeljina.

## Biografia

### Primeiros anos
Nasceu na noite de 30 de abril para 1 de maio de 1955 em Bijeljina (região histórica de Semberia, hoje Bósnia e Herzegovina).  Formou-se na escola técnica Mikhail Pupin, em sua cidade natal, especializada em engenharia e tecnologia, tendo obtido depois um emprego como estudante de pós-graduação, onde começou a trabalhar como professor, ensinando até 8 disciplinas.

### Uma carreira musical na RSFI
Rodoljub Vulović começou sua carreira musical em 1972, quando seu álbum "Christina" foi lançado com duas músicas: "Christina" e "Nemoj da me fence". Em 1988, o seu segundo álbum, "Pasha", foi lançado, graças aos esforços conjuntos do compositor Milutin Zakhar Popovich e Roki Vulović.  A canção-título do álbum foi realizada por Roki e a esposa de Milutin Popović, Gordan Lazarević.
Após o lançamento do "Pasha", Vulović começou a dar concertos, tendo visitado vários países europeus com uma significativa diáspora sérvia.  Antes da separação da Jugoslávia, Vulović visitou o seu primo numa base militar nos Estados Unidos, onde, além do concerto, um jantar de gala foi realizado.  Durante uma das suas viagens à Croácia em 1990, Vulović ouviu no hotel uma conversa entre dois croatas da administração que insultaram os sérvios que estavam a visitar o hotel.  A partir desse momento, Vulović nunca mais visitou a Croácia e não compra produtos de lá provenientes.

### Guerra
A guerra civil na Jugoslávia começou em 1991.  Bijeljina tornou-se a primeira cidade da Bósnia e Herzegovina da qual Alija Izetbegovic foi expulso por militantes muçulmanos.  Desde a captura dessas cidades pelas formações sérvias de Željko Raznatović (Arkan) e Vojislav Šešelj, as operações militares ativas começaram na Bósnia.  Após três dias de luta, a cidade foi ocupada por voluntários da Guarda Voluntária Sérvia e militares da ala paramilitar do Partido Democrata Sérvio .  Durante a luta, o centro da cidade foi completamente destruído, tendo a casa de Vulović na Rua Gavrila Princip também ficado danificada.
Vulović, apesar das objeções de sua esposa, voluntariou-se para a 1ª Brigada de Infantaria da Luz Semberskaja, para a unidade de reconhecimento do 2º Batalhão. Ele participou nas batalhas em Majvica e refletiu suas impressões no álbum de cassetes "Semberski Junaci" com nove músicas.  Algumas das músicas foram dedicadas a seus amigos, colegas de trabalho da brigada e comandantes dos três batalhões da brigada Kikore, Zoran e Vlado - os três são mencionados na música "Junaci de 1. Brigade Semberske" ( Heróis da Sérvia da 1ª Brigada Sembersk ). O resto foi dedicado a todos os outros heróis da defesa de Sembury. O álbum foi reeditado em cassetes de áudio e vídeo (muitas vezes de forma "pirata"), e todas as músicas foram filmadas. O distribuidor era o Exército da República Sérvia, e todos os rendimentos da venda foram destinados ao tratamento de soldados feridos.  Os clipes foram exibidos na televisão sérvia.  Mais tarde, todos os álbuns foram gravados no estúdio Ortatsi na vila de Loznica em Majevica.
Após o sucesso do primeiro álbum, Roki mudou-se para o Exército Pantera da República Sérvia, onde recrutou soldados e foi responsável pela tripulação. Em 1993, lançou o seu segundo álbum, "Garda Panteri" , cujos direitos foram transferidos para a própria unidade da Garda. Este álbum foi bastante importante, pois deu aos soldados da "Garda Panteri" força e motivação para combater, e por outro lado tornou Roki famoso. No começo de 1994, o coronel Pero Čolić, comandante da brigada Kozarska, contactou Roki ao telefone, que pediu pessoalmente a Roki que gravasse um álbum sobre os lutadores de sua unidade. Roki aceitou a oferta: a brigada desempenhou um papel decisivo no Corredor das Operações em 1992 e tornou-se famosa em todo o país. Todas as letras do álbum, apelidadas de "Junatsi Kozarski", foram escritas por Roki com a participação ativa de sua esposa. Como Vulović não serviu na brigada e não participou em batalhas nesses lugares, Čolić contou-lhe pessoalmente o nome das pessoas e os nomes dos lugares.
Em 1995, Roki Vulović lançou o seu quinto álbum, "Crni Bombarder" (Bombardeiro Negro), que completou a série de álbuns sobre a guerra e, em 1997, o sexto álbum "Zbog Tebya" (Para ti) é lançado.  Depois disso, Roki terminou a sua carreira musical e retornou ao ensino, mas ainda continua a ser um dos artistas mais populares no território da ex-Jugoslávia e participa às vezes em passeios ao redor do mundo.

### Actualidade
Actualmente, Roki continua a trabalhar como professor. Depois de trabalhar muitos anos na escola técnica Mikhail Pupin, mudou-se para a Escola Politécnica e Farmacêutica em 2000.  Ele também detém o cargo de chefe do centro regional de emprego.  Durante a sua vida, visitou muitos países da Europa em passeios: França, Itália, Áustria e Alemanha.  O único grande país da Europa Ocidental que não visitou é Espanha.
No dia 7 de fevereiro de 2018 publicou uma nova música, "U srcu te čuvam".
Roki tentou fazer uma digressão nos EUA na segunda metade da década de 90 especificamente para a comunidade sérvia, mas na embaixada dos EUA ele foi persistentemente recusado a receber um visto por vários motivos. O embaixador dos EUA afirmou que Roki alegadamente tocava "músicas revolucionárias", que eram anti-americanas e anti-NATO.  Indignado, Roki deixou a embaixada em protesto e deixou de visitar os Estados Unidos.

## Álbuns
- Kristina (1972)
- Paša (1988)
- Semberski junaci (1992)
- Garda Panteri (1993)
- Junaci Kozarski (1994)
- Crni bombarder (1995)
- Zbog tebe (1997)
- Otadžbini na dar (2001)

## Vida pessoal
O pai de Roki combateu na Segunda Guerra Mundial, tendo sido capturado em 1941 e levado para a Alemanha, de onde voltou depois da guerra. O avô de Roki é natural do Montenegro.
A esposa de Roki, Jelica, é filologista e co-autora de muitas das suas canções. Roki tem um filho e uma filha. Fala francês e italiano fluentemente, e consegue manter uma conversa em alemão.
Durante a sua vida e as suas viagens, ele visitou muitos países da Europa Ocidental, e tensiona visitar a Rússia. O único grande país da Europa Ocidental que nunca visitou foi a Espanha.

## Ideias
Roki acredita que os russos e os gregos são amigos da Sérvia. Ele diz que os bosníacos são boas pessoas, de um modo geral, desde que não sejam provocados. Também pensa que tanto os Chetniks como os Partisans são heróis da Segunda Guerra Mundial, apesar de ambos terem cometido crimes contra civis. 
Josip Broz Tito e Vladimir Putin são algumas das personalidades que ele respeita. Ele não concorda com a entrada da Sérvia na União Europeia, e afirma que os presidentes sérvios Tadić e Nikolić nunca ouviram a opinião do povo neste assunto.

## Heróis nas suas músicas
Os heróis nas músicas de Roki são não só os grandes heróis sérvios, mas também os camaradas e comandantes de Roki durante o serviço militar.
- Comandante do Segundo Batalhão, Major Zoran Lopandić (Zorane, Zorane)
- Comandante Kikor (Hej Kikore)
- Comandante Vlado (Junaci iz 1. Semberske brigade)
- Mirko, comandante do destacamento de tropas Mitar Maksimović (Mirko vojvoda)
- Comandante da Brigada Semberska, Major Gavrilović (Gavrina brigada)
- Capitão Ljubiša "Mauzer" Savić (Panteri (Mauzer))
- Coronel Pero Čolić (Pukovniče Čoliću)
- General Ratko Mladić (Generale, generale)